# 15492 Nyberg
15492 Nyberg eller 1999 CG89 är en asteroid i huvudbältet som upptäcktes den 10 februari 1999 av LINEAR i Socorro County, New Mexico. Den är uppkallad efter Michael Herbert Nyberg.
Asteroiden har en diameter på ungefär 7 kilometer och den tillhör asteroidgruppen Nysa.